# Alexi Lalas
Panayotis Alexander (Alexi) Lalas (Birmingham (Michigan), 1 juni 1970) is een Amerikaans voormalig voetballer die als verdediger speelde.
Lalas speelde tot op de universiteit zowel voetbal als ijshockey. Hij brak door in het voetbal op de Rutgers-universiteit. Hij werd in 1991 opgenomen in het programma van de Amerikaanse voetbalbond en nam deel aan de Olympische Zomerspelen 1992, de Copa América 1993, de CONCACAF Gold Cup 1993 (tweede plaats) en het wereldkampioenschap voetbal 1994 dat in Amerika gehouden werd.
In 1994 ging hij voor de Italiaanse Serie A-club Padova spelen. In 1995 werd hij gecontracteerd voor de Major League Soccer (MLS), een nieuwe Amerikaanse profcompetitie. Maar vanwege uitstel van de start hiervan werd Lalas nog een seizoen verhuurd aan Padova. In 1996 ging hij in de MLS voor New England Revolution spelen en in januari 1997 werd hij een maand verhuurd aan het Ecuadoraanse Emelec. Lalas speelde in de MLS nog voor MetroStars, Kansas City Wizards en Los Angeles Galaxy voor hij in januari 2004 stopte met voetballen. Met La Galaxy won hij de CONCACAF Champions' Cup 2000, de Lamar Hunt US Open Cup 2001, de MLS Cup 2002 en de MLS Supporters' Shield 2002. Hierna was hij op amateurniveau nog actief voor Hollywood United FC.
Voor het Amerikaans voetbalelftal was hij verder nog actief op de Copa América 1995, de CONCACAF Gold Cup 1996 (derde plaats) en 1998 (tweede plaats), de Olympische Zomerspelen 1996 en het wereldkampioenschap voetbal 1998. In 1995 werd hij uitgeroepen tot Amerikaans voetballer van het jaar.
Na het voetbal was hij als bestuurder actief bij meerdere MLS-clubs. Ook was hij commentator voor ESPN en Fox Sports. Lalas was ook actief als rockmuzikant.